# سورتشوك
سورتشوك (بالفرنسية: Sur-Choc)‏ هي فرقة غنائية أكابيلا عاجية تأسست في سنة 1987 في أبيدجان واشتهرت في عقدي 1990 و2000 وأنتجوا ستة ألبومات.